# Arvada (Wyoming)
Arvada es un lugar designado por el censo ubicado en el condado de Sheridan en el estado estadounidense de Wyoming. La población era 33 habitantes en el censo de 2000.

## Geografía
Arvada está situado en las coordenadas 44°39′15″N 106°7′52″O / 44.65417, -106.13111. 
Según la Oficina del Censo de los Estados Unidos, el CDP tiene un área total de 5,5 km ², todo tierra.